# 日産・クルー
クルー（CREW）は、日産自動車が生産していたセダン型商用車、およびセダン型乗用車。主にタクシーとして用いることを前提に設計されている。1994年 - 2002年には個人（自家用）向け仕様の「クルー・サルーン」とパトカー仕様も発売されていた。
製造は日産車体が担当していた。

## 概要
シャーシは、タクシー専用モデルとして設定されていたC32型系ローレル4ドアセダンのフロントセクションと、Y31型系セドリック営業車のキャビンとリアフロアパンを組み合わせて、耐久性・信頼性・整備性を向上させた物を使用。ドアは、使用頻度の高い運転席（右前）と左リアの前後寸法をそれぞれ反対側より50mmずつ大きく取り、左右非対称の設計にする等、最初から小型タクシーとして使用する事を前提とした設計となっている。
パトロールカーや教習車としても使用されている。
設定されたグレードは上から順にGLX, GL, E-L、Eの4種類。主にE-L, Eが地方の法人タクシーで使われている。上級グレードのGL, GLXは主に個人タクシーで使われている。
1994年1月から2002年6月までは、クルー・サルーンという自家用向けモデルも存在した。これは、3ナンバーサイズの大柄な車体・過剰な装備・直4エンジン・AT等をあまり好まない保守的な60代以上の高齢のユーザー（1994年 - 2002年当時）を主なターゲットとした物であり、RB20E型ガソリンエンジンと、RD28E型ディーゼルエンジンという、回転フィールと出力特性のバランスで評価の高かった2種の直6エンジンや、AT以外にフロアシフトの5速MTが設定され、価格も比較的低廉であった。
タクシー等として使用する事を前提に開発された車種ではあるが、当時急速に数を減らしつつあったFRとMTという組み合わせが選べる事や、RBエンジン搭載車の中では価格が低めであった事等もあり、一部のレアカーやチューニングカーマニアからも注目をされた。簡素なサスペンションを始めとして、元来駆動系や足回りに流用部品が多い成り立ちから、既存の豊富なアフターマーケットパーツが利用できた他、元々RB型系及びRD型系エンジンの設定がある為にエンジンスワップにも都合が良く、直4のSR系エンジンは言うに及ばず、スカイラインGT-R用のRB26DETTを筆頭としたRBの高性能版への換装例も数多く見られた。この他、旧車のフェンダーミラーやホイールキャップを流用したレトロ調のドレスアップなども見られ、中古車としての市場規模は小さいながらも、一時は一定の人気を得るに至った。タクシー用途としては生産終了から年数が経っているが、コンフォートなど同様の車種が生産終了したこと、耐久性の面で現在でも数多くのタクシー及びハイヤーの会社が現役で使用している。

## 型式 K30型（1993年 - 2009年）
1993年7月8日
それまでタクシー専用モデルのみ継続して生産・販売されていた、C32型ローレルおよび910型ブルーバードの4ドアセダンの後継として登場。運転席と左リアドアの開口寸法と最大開き角度を拡大する等、タクシーでの利便性を向上させている。
1994年1月21日
自家用向けグレード「クルー・サルーン」が登場。ローレルやスカイラインと同じRB20EやRDエンジンを積んだモデルもあった。自家用4ドアセダンには珍しく、自動ドアのオプション設定があった。これは個人タクシーでの使用を想定したものと思われる。
1994年4月
パトロールカー仕様を追加。以後、R32型系スカイラインのパトカー仕様を代替していくようになる。警ら自動車のエンジンを6気筒とする警察の規定によりRB20Eを搭載。また、ホイールは標準車と同じPCD114.3の4穴ながら、15インチに変更されている。
1994年5月11日
LXサルーンにディーゼルエンジン仕様車を追加。
1995年2月8日
サルーン系を一部改良、運転席SRSエアバッグが標準装備となる。LXサルーンはBタイプを廃止し、Gタイプを追加。
1996年1月10日
営業車と教習車を一部改良。運転席SRSエアバッグをオプション設定。
1996年
光岡自動車がクルーベースのレトロ調セダン「ガリュー」の販売を開始する。
1998年6月22日
一部改良、NA20P型 LPGエンジンを燃焼室改善などにより、低燃費化および出力、トルクを向上。また、営業車上級グレードのGLX / GLに、カラードバンパーやメッキアウタードアハンドル、アルミロードホイール、装飾フィニッシャーなどをセットにした「カスタムパッケージA/B」をオプション設定。同時に、センターコンソールリッドへの料金トレイの設定、トランクルームのフルトリム化、オゾンセーフエアコンの標準装備、抗菌処理などを施す。
1999年8月23日
一部改良。安全性能および仕様装備の向上を図る。また、旧来の機械式燃料噴射ポンプを用いたRD28型 直列6気筒ディーゼルエンジンに代わり、SOHCながら18バルブとし、燃焼噴射も電子制御としたEGIディーゼルのRD28E型を採用。営業車は、福祉タクシーとして助手席回転仕様車を追加。サルーン系は、下級グレードのLSサルーン / LSサルーンFを廃止した。
2001年2月21日
福祉タクシーに後席回転仕様車を追加（4月2日発売）。
2002年6月26日
一部改良。ガソリン、ディーゼルエンジン廃止により、サルーン系とパトカー仕様が生産終了となり、低排出ガス化した直列4気筒SOHC LPGエンジン NA20P搭載の営業車と教習車のみの設定となる。また、運転席デュアルシートリフター、運転席ランバーサポートを全車標準化した。ボディカラーは、シルバー系をシルバーメタリックからダイヤモンドシルバーメタリックに変更した。
2005年11月30日
一部改良。最下級グレードのEとGLのMT車を廃止、ターンシグナルランプレンズのクリアー化、リアコンビランプ形状の小変更、ハイマウントストップランプのLED化などを行い、灯火器技術基準に適合した。
2007年7月
平成17年排出ガス規制適合。教習車が廃止され、2008年9月にティーダラティオ教習車が発売されるまで日産から教習車のラインナップが一時消滅した。
2009年6月
営業車としての受注分の生産終了。
2009年8月
営業車としての受注分の全てを販売終了。販売終了前月までの新車登録台数の累計は5万2124台。16年の歴史に幕を下ろす。これに伴い、日産自動車のラインナップから小型タクシーが消滅した。後継としては、鹿児島日産自動車が独自に企画・開発したティーダラティオタクシー仕様（ガソリンエンジンのみ）が2009年9月1日に発売されている。

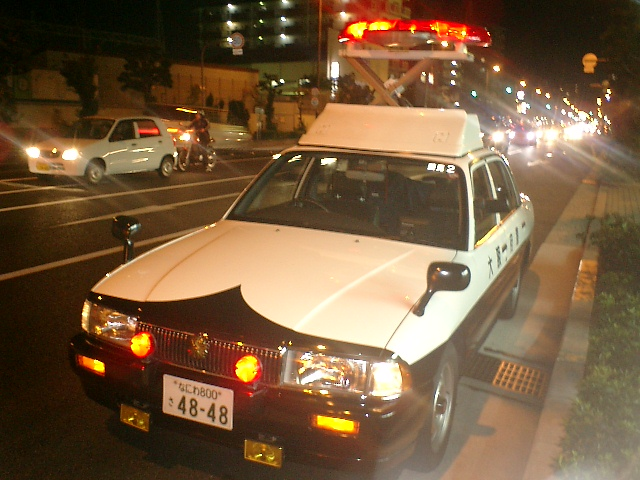
パトロールカー仕様
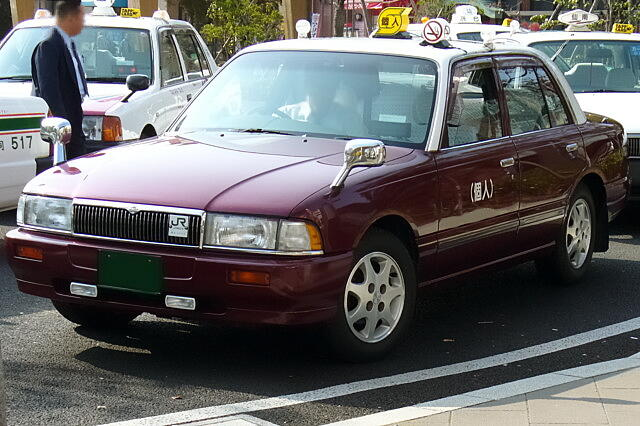
GLX カスタムパッケージA装着車
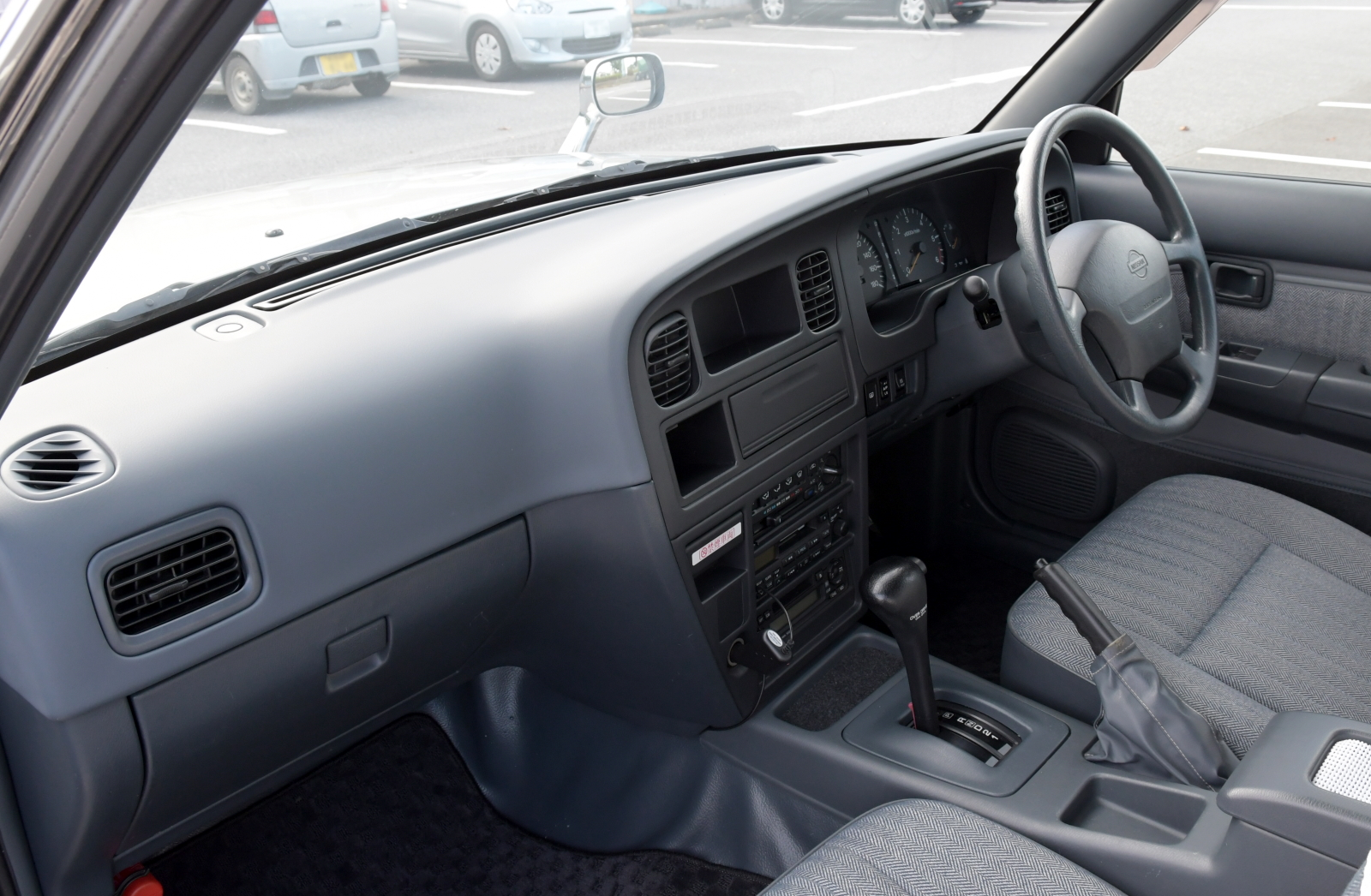
GLX 車内